# Xã South Salem, Quận Greenwood, Kansas
Xã South Salem (tiếng Anh: South Salem Township) là một xã thuộc quận Greenwood, tiểu bang Kansas, Hoa Kỳ. Năm 2010, dân số của xã này là 95 người.